# Liste der Monuments historiques in Le Pian-sur-Garonne
Die Liste der Monuments historiques in Le Pian-sur-Garonne führt die Monuments historiques in der französischen Gemeinde Le Pian-sur-Garonne auf.

## Liste der Bauwerke
| Bezeichnung           | Beschreibung | Standort | Kennzeichnung | Schutzstatus | Datum | Bild           |
| --------------------- | ------------ | -------- | ------------- | ------------ | ----- | -------------- |
| Domaine de Bellecroix |              | (Lage)   | PA33000053    | Inscrit      | 2001  | weitere Bilder |

## Liste der Objekte
| Bezeichnung                    | Beschreibung                                | Standort                        | Kennzeichnung | Schutzstatus | Datum | Bild |
| ------------------------------ | ------------------------------------------- | ------------------------------- | ------------- | ------------ | ----- | ---- |
| Skulptur Madonna mit Kind      | Holz, vergoldet, 18./19. Jahrhundert        | in der Kirche Notre-Dame (Lage) | PM33001348    | Inscrit      | 1978  |      |
| Skulptur des heiligen Johannes | Holz, vergoldet, 18./19. Jahrhundert        | in der Kirche Notre-Dame (Lage) | PM33001349    | Inscrit      | 1978  |      |
| Altar und Retabel              | Holz, bemalt und vergoldet, 17. Jahrhundert | in der Kirche Notre-Dame (Lage) | PM33000626    | Classé       | 1971  |      |